# Biserica „Sfântul Arhanghel Mihail” din Stîrceni
Biserica Sf. Arhanghel Mihail este o biserică amplasată în Stîrceni, raionul Florești, Republica Moldova. Este un monument arhitectural de importanță națională inclus în Registrul monumentelor Republicii Moldova ocrotite de stat cu nr. 1455 (raionul Florești). Datează din 1809.